# Sergej Smirnov
Sergej Smirnov (1975.) je bivši ruski košarkaš. Igrao je na mjestu centra. Visine je 216 cm. Igrao je u Euroligi u sezoni 1998./99. za ruski Avtodor iz Saratova. Još je igrao za kazahstanske BK Almaty, Astanu, ruski Universitet Sputnik Kirov, Standart Samara reg. Togliatti i za Spartak Primorje iz Vladivostoka. Danas igra za kazahstanski Barsy Atyrau.